# Maison victorienne

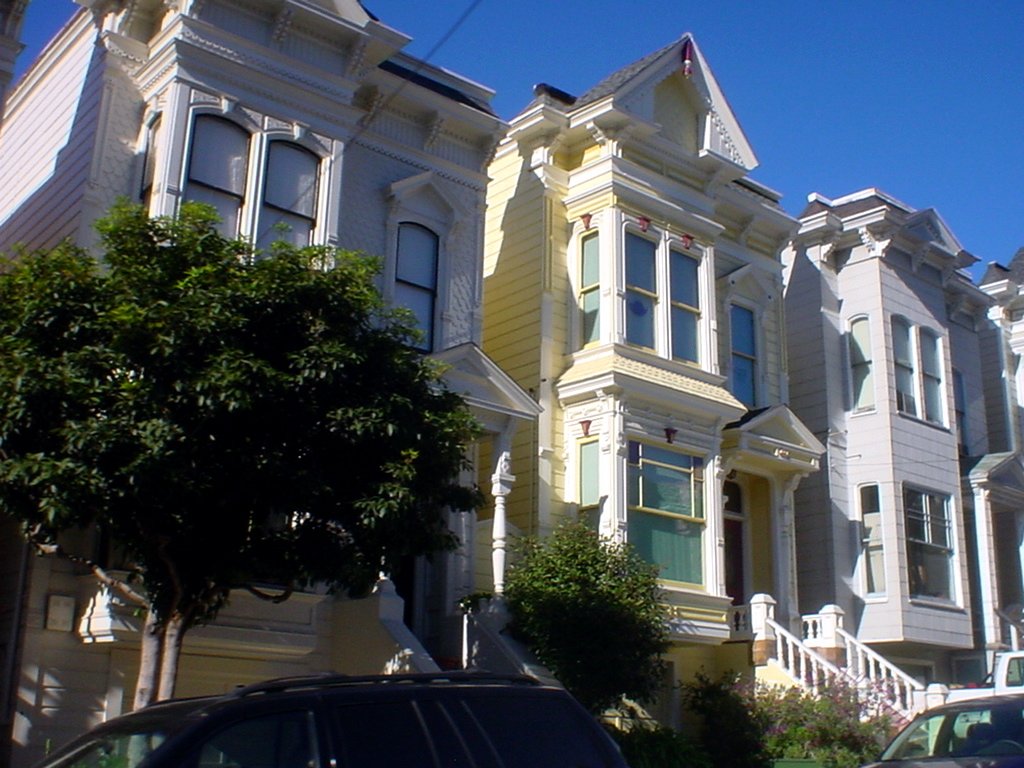
Maisons victoriennes à San Francisco (Californie, É.-U.)

La maison victorienne est un type de maison qui s'est développé durant l'ère victorienne (1837–1901), tout particulièrement aux États-Unis.

## Description
Ces maisons sont généralement construites à base de bois de séquoia et comportent typiquement trois étages, une tour octogonale ou ronde et un porche. 
San Francisco en Californie est l'une des villes où l'on peut trouver le plus de maisons victoriennes, elles y sont multicolores et connues sous le nom de Painted Ladies (« Femmes fardées »).
On peut aussi voir de nombreuses maisons victoriennes sur l'île de Montréal au Canada et plus précisément sur le Plateau Mont-Royal.